# Olga Beggrow-Hartmann

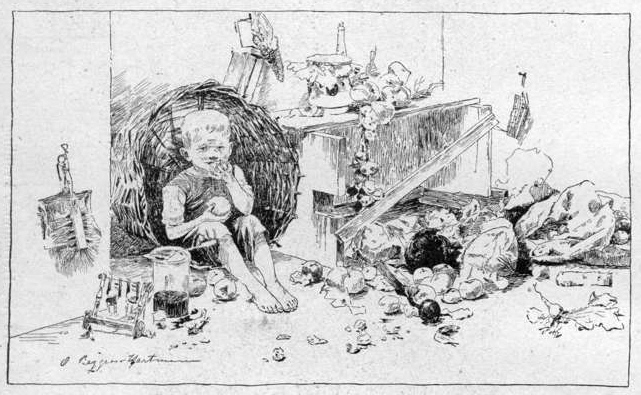
Olga Beggrow-Hartmann: In der Küche vor 1890

Olga Beggrow-Hartmann (* 29. Oktober 1862 in Heidelberg; † 12. Januar 1922 in München) war eine russisch-deutsche Malerin.

## Leben
Olga Beggrow war Tochter des russischen Pianisten Theodor Beggrow und Enkelin des Lithografen Johann Friedrich Beggrow (1793–1877). Ihr Vater lebte längere Zeit in Heidelberg und war mit der Mutter Anselm Feuerbachs befreundet. Feuerbach stellte sie als Mädchen auf dem Gemälde Familie am Brunnen dar, das sich In der Sammlung Schack in München befindet. Beggrow erhielt ihre künstlerische Ausbildung bei Nikolai von Grünewaldt und Ferdinand Keller an der Stuttgarter Kunstakademie.
Nach dem Studium arbeitete sie als Malerin in Sankt Petersburg und bereiste Italien sowie Frankreich.
Sie heiratete 1887 und lebte mit ihrem Ehemann, dem Maler Karl Hartmann (1861–1927), in München. Neben Stillleben schuf die Malerin humorvolle Genrebilder mit Kindern als bevorzugtem Motiv.
Beggrow war in folgenden Vereinen Mitglied: Württembergischer Malerinnenverein (1895–1886), Münchner Künstlerinnenverein (1907–1922), Verein der Berliner Künstlerinnen (1911–1916).
Olga Beggrow-Hartmanns Tochter Ingeborg (1891–1965) wurde ebenfalls Malerin und heiratete den Bühnenbildner Leo Pasetti. Olga Beggrow-Hartmann fand auf dem Münchner Nordfriedhof ihre letzte Ruhe.

## Werke (Auswahl)
Werke von Beggrow-Hartmann sind vertreten in der Neuen Pinakothek München, so etwa Fischstillleben,
Über Ausstellungskataloge kann nachvollzogen werden, welche Werke eines Künstlers existiert haben. Die folgenden Werke sind aktuell nicht auffindbar:
- Inga, II. Internationale Gemäldeausstellung im Königlichen Museum der bildenden Künste Stuttgart 1896.[5]
- Beim Probieren, III. Ausstellung im Museum der Bildenden Künste Stuttgart 1896.[6]
- Apfelverkäuferin, III. Ausstellung im Museum der Bildenden Künste Stuttgart 1896.[6]

## Ausstellungen (Auswahl)
- 1889: Glaspalast München.
- 1896: II. Internationale Gemäldeausstellung im Königlichen Museum der bildenden Künste Stuttgart.
- 1896: III. Ausstellung im Königlichen Museum der bildenden Künste Stuttgart.
- 1890/91: Akademie der Künste, St. Petersburg.
- 1922: Gedächtnisausstellung im Münchner Künstlerinnenverein.[3]